# 卡塞雷斯 (安蒂奧基亞省)
卡塞雷斯是哥倫比亞的城鎮，位於該國西北部，由安蒂奧基亞省負責管轄，距離首府麥德林230公里，始建於1576年，面積1,996平方公里，海拔高度150米，2005年人口22,812。
7°40′N 75°20′W / 7.667°N 75.333°W